# Pticevo, Tărgoviște
Pticevo (în bulgară Птичево) este un sat în comuna Omurtag, regiunea Tărgoviște,  Bulgaria. 

## Demografie
Componența etnică a satului Pticevo
     Turci (99,03%)
     Nicio identificare (0,96%)
     Altele (0%)
La recensământul din 2011, populația satului Pticevo era de 208 locuitori. Din punct de vedere etnic, majoritatea locuitorilor (99,03%) erau turci. Pentru 0,96% din locuitori nu este cunoscută apartenența etnică.